# Buddlejaceae
Buddlejaceae is een botanische naam, voor een familie van tweezaadlobbige planten. Een familie onder deze naam wordt niet zo vaak erkend door systemen van plantentaxonomie, maar wel door het APG-systeem (1998), dat haar in de orde Lamiales plaatst. Daarentegen erkent het APG II-systeem (2003) de familie niet en plaatst Buddleja in de helmkruidfamilie (Scrophulariaceae).
De bekendste vertegenwoordiger is wel de vlinderstruik (Buddleja davidii).
In het Cronquist-systeem (1981) is de plaatsing in de orde Scrophulariales.